# Stockholm Open 2013
Lo Stockholm Open 2013 è stato un torneo di tennis che si è giocato su campi in cemento al coperto. È stata la 45ª edizione dello Stockholm Open che fa parte della categoria ATP World Tour 250 series nell'ambito dell'ATP World Tour 2013. Gli incontri si sono svolti al Kungliga tennishallen di Stoccolma, in Svezia, dal 14 al 20 ottobre 2013.

## Partecipanti

### Teste di serie
| Nazionalità | Giocatore       | Ranking* | Testa di serie |
| ----------- | --------------- | -------- | -------------- |
| Spagna      | David Ferrer    | 4        | 1              |
| Canada      | Milos Raonic    | 11       | 2              |
| Polonia     | Jerzy Janowicz  | 15       | 3              |
| Sudafrica   | Kevin Anderson  | 20       | 4              |
| Lettonia    | Ernests Gulbis  | 26       | 5              |
| Francia     | Benoît Paire    | 27       | 6              |
| Bulgaria    | Grigor Dimitrov | 28       | 7              |
| Croazia     | Ivan Dodig      | 29       | 8              |

* Ranking al 7 ottobre 2013.

### Altri partecipanti
I seguenti giocatori hanno ricevuto una wildcard per il tabellone principale:
- Markus Eriksson
- Benoît Paire
- Milos Raonic

I seguenti giocatori sono passati dalle qualificazioni:

- Milos Sekulic
- Nils Langer
- Marius Copil
- Joachim Johansson

## Campioni

### Singolare
Grigor Dimitrov ha sconfitto in finale  David Ferrer per 2–6, 6–3, 6–4.
- È il primo titolo in carriera per Dimitrov.

### Doppio
Aisam-ul-Haq Qureshi /  Jean-Julien Rojer hanno sconfitto in finale  Jonas Björkman /  Robert Lindstedt per 6–2, 6–2.